# Aéroport de Chapleau
L'aéroport de Chapleau est un aéroport situé en Ontario, au Canada.